# Atli Danielsen
Atli Danielsen (født 15. august 1983 i Klaksvík) er en færøsk fodboldspiller, som lige nu spiller for B36 Tórshavn. Han har tidligere spillet i FC Roskilde i den danske 1. division og for Boldklubben Frem samt for den færøske klub KÍ Klaksvík og den norske klub Sogndal Fotball.
Danielsen er stamspiller på det færøske landshold.